# RWS Utrecht
RWS Utrecht was tot april 2013 de regionale dienst van de Rijkswaterstaat, die werkte in de provincie Utrecht. Sedertdien is de dienst na een fusie met RWS IJsselmeergebied omgebouwd tot RWS Midden-Nederland.

## RWS Midden-Nederland
Het beheersgebied omvat het landelijk hoofdwegennet en het water- en scheepvaartbeheer op het hoofdvaarwegennet in de provincies Utrecht en Flevoland. Hieronder valt het gehele Amsterdam-Rijnkanaal ook buiten de provincie Utrecht, het gehele IJsselmeer, het Markermeer en de Randmeren. Het beheersgebied omvat tevens de Afsluitdijk.

## Geschiedenis van de organisatie
In de geschiedenis zijn er fusies en splitsingen van Rijkswaterstaatsdiensten geweest, waarbij de dienst in Utrecht is samengegaan met zowel RWS Gelderland, RWS Noord-Holland als RWS Zuid-Holland en laatstelijk met RWS IJsselmeergebied.
Vanaf 1803 heetten die diensten districten, vanaf 1903 werd gesproken van "directie". Sinds 1 oktober 2004 is het een dienst, die samengesteld is uit een aantal directies.
De verschillende namen voor de regionale waterstaatsdienst in Utrecht sedert de oprichting waren:
| Sinds:         | Naam van de organisatie                     | Gebied                      |
| -------------- | ------------------------------------------- | --------------------------- |
| 1 april 1811   | Zuiderzeedepartement                        |                             |
| 6 mei 1814     | 1e (provisionele) district                  | Noord-Holland en Utrecht    |
| 1 januari 1817 | 1e district: Noord-Holland en Utrecht       | Noord-Holland en Utrecht    |
| 1 juli 1822    | district Utrecht                            | Utrecht                     |
| 1 april 1849   | 8e district: Utrecht                        |                             |
| 1 april 1881   | 8e en 9e district: Noord-Holland en Utrecht | Noord-Holland en Utrecht    |
| 1 juli 1889    | 5e en 8e district: Gelderland en Utrecht    | Gelderland en Utrecht       |
| 1 juli 1903    | 6e directie: Gelderland en Utrecht          |                             |
| 1 januari 1918 | 10e directie: Zuid-Holland en Utrecht       | Zuid-Holland en Utrecht     |
| 1 mei 1918     | directie Zuid-Holland en Utrecht            |                             |
| 1 mei 1935     | directie Utrecht                            | Utrecht                     |
| 1 oktober 2004 | RWS Utrecht                                 |                             |
| 1 april 2013   | RWS Midden-Nederland                        | Utrecht en IJsselmeergebied |